# Élévation (géographie)
Pour les articles homonymes, voir Élévation.
L'élévation d'un lieu géographique est sa hauteur au-dessus ou au-dessous d'un point de référence fixe, le plus souvent un géoïde de référence, un modèle mathématique du niveau de la mer de la Terre en tant que surface gravitationnelle équipotentielle. Le terme d'élévation est principalement utilisé pour désigner des points à la surface de la Terre, tandis que l'altitude ou la hauteur du géopotentiel est utilisée pour les points situés au-dessus de la surface, comme un avion en vol ou un véhicule spatial en orbite, et la profondeur est utilisée pour les points situés au-dessous de la surface.

Les principales distances verticales (hauteur, altitude et élévation) par rapport au niveau 0, c'est-à-dire le niveau moyen de la mer.

## Aviation
En aviation, élévation ou altitude de l'aérodrome est défini par l'Organisation de l'aviation civile internationale comme le point le plus élevé de l'aire d'atterrissage. Il est souvent mesuré en pieds et figure sur les cartes d'approche de l'aérodrome. Il ne doit pas être confondu avec des termes tels que l'altitude ou la hauteur.